# Glenn Hysén
Glenn Ingvar Hysén (* 30. října 1959, Göteborg) je bývalý švédský fotbalista a reprezentant, později fotbalový trenér. Hrával na pozici obránce. V letech 1983 a 1988 byl vyhlášen nejlepším fotbalistou Švédska. Roku 1987 se v anketě o nejlepšího fotbalistu Evropy Zlatý míč umístil na desátém místě.

Jeho syny jsou fotbalisté Tobias Hysén, Alexander Hysén a Anton Hysén.

## Klubová kariéra
- IF Warta (mládež)
- IFK Göteborg 1978–1983
- PSV Eindhoven 1983–1985
- IFK Göteborg 1985–1987
- ACF Fiorentina 1987–1989
- Liverpool FC 1989–1992
- GAIS 1992–1994

Dvakrát s IFK Göteborg vyhrál Pohár UEFA (1981/82, 1986/87). S Göteborgem je též trojnásobným mistrem Švédska (1982, 1983, 1987), s Liverpool FC mistrem Anglie v roce 1990.

## Reprezentační kariéra
V A-mužstvu Švédska debutoval 14. 5. 1981 na turnaji Nordic Football Championship v Malmö proti reprezentaci Dánska (prohra 1:2).
Za švédskou fotbalovou reprezentaci odehrál v letech 1981–1990 celkem 68 utkání a vstřelil 6 branek (databáze EU-football a National Football Teams uvádějí 7 vstřelených branek) V jejím dresu hrál na mistrovství světa roku 1990.